# أولريكه تريبيسيوس
 أولريكه تريبيسيوس  (من مواليد 17 أبريل 1970) هي سياسية ألمانية. من عام 2014 حتى عام 2019، شغلت منصب عضو البرلمان الأوروبي (MEP) ممثلة لألمانيا. 